# Список объектов всемирного наследия ЮНЕСКО в Чаде
В спи́ске объе́ктов Всеми́рного насле́дия ЮНЕ́СКО в Ча́де значится 2 наименования (на 2013 год), это составляет 0,1 % от общего числа (1248 на 2025 год). 1 объект включён в список по природным критериям и 1 — по смешанным критериям.
По состоянию на 2017 год, 7 объектов на территории Чада находятся в числе кандидатов на включение в список всемирного наследия.

## Объекты списка
| # | Изображение | Название                                               | Провинция      | Время создания   | Год внесения в список | №      | Критерии     |
| - | ----------- | ------------------------------------------------------ | -------------- | ---------------- | --------------------- | ------ | ------------ |
| 1 |             | Озёра Унианга                                          | Регион: Эннеди | природный объект | 2005 год              | № 1400 | vii          |
| 2 |             | Природный и культурный ландшафт горного массива Эннеди | Регион: Эннеди | природный объект | 2016 год              | № 1475 | iii, vii, ix |

## Кандидаты в список
В таблице объекты расположены в порядке их добавления в предварительный список. В данном списке указаны объекты, предложенные правительством Чада в качестве кандидатов на занесение в список всемирного наследия.
| # | Изображение | Название                                   | Местоположение          | Время создания    | Год внесения в список | №      |
| - | ----------- | ------------------------------------------ | ----------------------- | ----------------- | --------------------- | ------ |
| 1 |             | Петроглифы Эннеди и Тибести                | Регион: Эннеди          | С 4 тыс. до н. э. | 2005 год              | № 2055 |
| 2 |             | Озеро Чад                                  | Регион: Хаджер-Ламис    | природный объект  | 2005 год              | № 2051 |
| 3 |             | Национальный парк Закума                   | Регион: Саламат         | 1963 год          | 2005 год              | № 2056 |
| 4 |             | Металлургический объект Бегон              | Регион: Восточный Логон | IX — XI века      | 2005 год              | № 2049 |
| 5 |             | Железорудные шахты Теле-Нугар              | Регион: Гера            | 1911 год          | 2005 год              | № 2054 |
| 6 |             | Руины Уара                                 | Регион: Ваддай          | XVI — XIX века    | 2005 год              | № 2052 |
| 7 |             | Места находок ископаемых гоминид в Джурабе | Регион: Борку           | природный объект  | 2005 год              | № 2050 |